# Aphaostracon
Aphaostracon là một chi very small hoặc minute freshwater và ốc nước lợ có nắp, aquatic operculate động vật chân bụng động vật thân mềm trong họ Hydrobiidae.

## Các loài
This genus includes the following species:
- Blue Spring aphaostracon, Aphaostracon asthenes
- Wekiwa hydrobe, Aphaostracon monas
- Dense hydrobe, Aphaostracon pycnum
- Fenney Spring hydrobe, Aphaostracon xynoelictum